# 乔·霍拉普
约瑟夫·J·霍拉普（英語：Joseph J. Holup，1934年2月26日—1998年1月28日），美国NBA联盟前职业篮球运动员。他在1956年的NBA选秀中第1轮第5顺位被西拉丘斯国民选中。